# Friederike Funk
Friederike Funk (Meißen, 14 novembre 1796 – circa 1830) è stata un soprano tedesca.

## Biografia
Figlia di un mastro di posta di Meißen, ricevette la sua formazione musicale da Johann Aloys Miksch. Nel maggio 1816 fu scritturata per la prima volta al Teatro di corte di Dresda. Successivamente venne due anni in Italia per migliorare la sua voce, con l'aiuto di Francesco Morlacchi. Nell'autunno del 1818 cantò a Dresda il ruolo del titolo di Elisabetta, regina d'Inghilterra di Rossini, nel 1822 il ruolo di Agathe ne Il franco cacciatore di Weber. Si nota la sua partecipazione ad un concerto alla Gewandhaus di Lipsia, il 9 dicembre 1822, specialmente per un duetto con la Neumann-Sessi. Nel 1824 cantò il ruolo di Eglantina nellʾEuryanthe di Weber. Nel 1827, abbandonò Dresda, e dopo invitazioni a Darmstadt, andò di nuovo a esibirsi in Italia. Si sposò la con un ex ufficiale navale, La Erna. Negli anni 1830, tornò a Dresda e lavorò come insegnante di canto. Alla fine della vita, venne con sua figlia a Parigi.

## Interpretazioni

### Prime assolute
- Elcida, nel Boadicea di Francesco Morlacchi, con Isabella Colbran nel ruolo del titolo, al teatro San Carlo di Napoli, il 13 gennaio 1818 e durante il carnevale[5][6].
- Amaltea, nel Mosè in Egitto di Gioachino Rossini, colla Colbran nel ruolo d'Elcia, al teatro San Carlo di Napoli, il 5 marzo 1818 e durante la quaresima[7];
  - poi anche a Dresda, nel 1823[8].
- Bettina ne La gioventù di Enrico V di Francesco Morlacchi, a Pillnitz, vicino Dresden, nell'agosto 1823[9].

### Altre
- Agathe ne Il franco cacciatore di Weber, al Teatro di corte di Dresda, nel 1822[10].
- Elisetta ne Il matrimonio segreto di Cimarosa, a Dresda, nella quaresima 1823[11].
- Eglantina nellʾEuryanthe di Weber, al Teatro di corte di Dresda, il 31 marzo 1824[12].
- Elisabetta in Otto mesi in due ore di Gaetano Donizetti, al Real teatro Carolino di Palermo, come prima opera dell'anno tetatrale 1828-1829[13].
- Il ruolo del titolo nella Donna Caritea, regina di Spagna di Saverio Mercadante, al Real Teatro Carolino di Palermo, come terza opera dell'anno teatrale 1828 e 1829[14].
- Isabella, nellʾOlivo e Pasquale di Gaetano Donizetti, al Real Teatro Carolino di Palermo, come quarta opera dell'anno teatrale 1828 e 1829[15].
- Il ruolo del titolo nella Ginevra di Scozia di Giovanni Simone Mayr, al Real teatro Carolino di Palermo, come quinta opera durante l'anno teatrale 1828-1829[16].
- Ezilda ne Gli Arabi nelle Gallie, ossia Il trionfo della fede di Giovanni Pacini, al Real Teatro Carolino di Palermo, come sesto opera dell'anno teatrale 1828 e 1829[17].

- Anna, ne La dama bianca di François-Adrien Boieldieu, al Real teatro Carolino di Palermo, come decima opera dell'anno teatrale 1828-1829[18].